# Lyponia patruelis
Lyponia patruelis is een keversoort uit de familie netschildkevers (Lycidae). De wetenschappelijke naam van de soort werd in 1939 gepubliceerd door Kleine.